# Muhammad Barkawi
Muhammad Barkawi, Mohamed Barguaoui (ar. محمد برقاوي; ur. 5 stycznia 1975) – tunezyjski zapaśnik walczący w stylu klasycznym. Olimpijczyk z Sydney 2000, gdzie zajął dwudzieste miejsce w kategorii 58 kg.
Zajął 45 miejsce na mistrzostwach świata w 2003. Srebrny medalista igrzysk afrykańskich w 2003. Zdobył pięć medali na mistrzostwach Afryki, w tym dwa złote w 2000 i 2003. Czwarty na igrzyskach śródziemnomorskich w 2001. Brązowy medalista igrzysk panarabskich w 2004. Trzeci w Pucharze Świata w 2002 i szósty w 2005 roku.
- Turniej w Sydney 2000

Przegrał wszystkie walki, kolejno: z Rumunem Constantinem Borăscu, Rosjaninem Walerijem Nikonorowem i Rifatem Yildizem z Niemiec.